# Mistrzostwa Europy w Lekkoatletyce 2014 – bieg na 1500 m mężczyzn
Bieg na 1500 metrów mężczyzn – jedna z konkurencji biegowych rozgrywanych podczas lekkoatletycznych mistrzostw Europy na Letzigrund Stadion w Zurychu.
Tytułu mistrzowskiego z poprzednich mistrzostw bronił Norweg Henrik Ingebrigtsen.

## Terminarz
| Data        | Godzina |          |
| ----------- | ------- | -------- |
| 15 sierpnia | 13:50   | 1. runda |
| 17 sierpnia | 17:05   | Finał    |

## Rekordy
Tabela prezentuje rekord świata, rekord Europy, najlepsze osiągnięcie na Starym Kontynencie, a także najlepszy rezultat na świecie w sezonie 2014 przed rozpoczęciem mistrzostw.
|                          | Zawodnik           | Wynik   | Miejsce     | Data                 |
| ------------------------ | ------------------ | ------- | ----------- | -------------------- |
| Rekord świata            | Hicham El Guerrouj | 3:26.00 | Rzym        | 14 lipca 1998(dts)   |
| Listy światowe           | Silas Kiplagat     | 3:27.64 | Fontvieille | 18 lipca 2014(dts)   |
| Rekord mistrzostw Europy | Fermín Cacho       | 3:35.27 | Helsinki    | 9 sierpnia 1994(dts) |
| Rekord Europy            | Mo Farah           | 3:28.81 | Monako      | 19 lipca 2013(dts)   |

## Rezultaty

### Eliminacje
| Miejsce | Bieg | Tor | Zawodnik                    | Reprezentacja   | Czas    | Uwagi |
| ------- | ---- | --- | --------------------------- | --------------- | ------- | ----- |
| 1.      | 2    | 7   | Chris O’Hare                | Wielka Brytania | 3:39,24 | Q     |
| 2.      | 1    | 8   | Henrik Ingebrigtsen         | Norwegia        | 3:39,32 | Q     |
| 3.      | 1    | 6   | Charlie Grice               | Wielka Brytania | 3:39,41 | Q     |
| 4.      | 1    | 15  | Mahiedine Mekhissi-Benabbad | Francja         | 3:39,43 | Q     |
| 5.      | 1    | 9   | Tarik Moukrime              | Belgia          | 3:39,50 | Q     |
| 6.      | 1    | 10  | Stanisław Masłow            | Ukraina         | 3:39,63 | q     |
| 7.      | 1    | 3   | Jakub Holuša                | Czechy          | 3:39,64 | q     |
| 7.      | 2    | 6   | Homiyu Tesfaye              | Niemcy          | 3:39,64 | Q     |
| 9.      | 1    | 11  | Ciarán O'Lionáird           | Irlandia        | 3:39,79 | q     |
| 10.     | 2    | 11  | Timo Benitz                 | Niemcy          | 3:39,83 | Q     |
| 11.     | 2    | 3   | Paul Robinson               | Irlandia        | 3:39,83 | Q     |
| 12.     | 1    | 1   | Florian Orth                | Niemcy          | 3:39,99 | q     |
| 13.     | 2    | 15  | İlham Tanui Özbilen         | Turcja          | 3:40,09 |       |
| 14.     | 1    | 12  | Pieter-Jan Hannes           | Belgia          | 3:40,34 |       |
| 15.     | 2    | 12  | Florian Carvalho            | Francja         | 3:40,39 |       |
| 16.     | 2    | 9   | Manuel Olmedo               | Hiszpania       | 3:40,48 |       |
| 17.     | 2    | 16  | Filip Ingebrigtsen          | Norwegia        | 3:41,06 |       |
| 18.     | 1    | 13  | Goran Nava                  | Serbia          | 3:41,43 |       |
| 19.     | 2    | 10  | Isaac Kimeli                | Belgia          | 3:41,96 |       |
| 20.     | 2    | 1   | Andreas Bueno               | Dania           | 3:42,06 |       |
| 21.     | 1    | 4   | Emanuel Rolim               | Portugalia      | 3:42,22 |       |
| 22.     | 2    | 2   | Jan Hochstrasser            | Szwajcaria      | 3:43,89 |       |
| 23.     | 2    | 5   | Dmitrijs Jurkevičs          | Łotwa           | 3:45,92 | SB    |
| 24.     | 1    | 7   | Mohad Abdikadar Sheik Ali   | Włochy          | 3:46,07 |       |
| 25.     | 1    | 14  | Adel Mechaal                | Hiszpania       | 3:47,60 |       |
| 26.     | 2    | 4   | Jonas Leandersson           | Szwecja         | 3:49,64 |       |
| 27.     | 1    | 16  | John Travers                | Irlandia        | 3:49,73 |       |
| 28.     | 1    | 5   | Amine Khadiri               | Cypr            | 3:50,15 |       |
| 29.     | 2    | 14  | Soufiane El Kabbouri        | Włochy          | 4:02,76 | q     |
| 30.     | 1    | 2   | Kelvin Gomez                | Gibraltar       | 4:05,71 |       |
| 31.     | 2    | 13  | David Bustos                | Hiszpania       | 4:21,39 | q     |
|         | 2    | 8   | Andreas Vojta               | Austria         | DSQ     |       |

### Finał
| Msc. | Tor | Zawodnik                    | Kraj            | Czas    | Uwagi |
| ---- | --- | --------------------------- | --------------- | ------- | ----- |
| 1 !  | 7   | Mahiedine Mekhissi-Benabbad | Francja         | 3:45,60 |       |
| 2 !  | 6   | Henrik Ingebrigtsen         | Norwegia        | 3:46,10 |       |
| 3 !  | 1   | Chris O’Hare                | Wielka Brytania | 3:46,18 |       |
| 4.   | 11  | Paul Robinson               | Irlandia        | 3:46,35 |       |
| 5.   | 10  | Homiyu Tesfaye              | Niemcy          | 3:46,46 |       |
| 6.   | 14  | David Bustos                | Hiszpania       | 3:46,92 |       |
| 7.   | 3   | Timo Benitz                 | Niemcy          | 3:47,26 |       |
| 8.   | 4   | Tarik Moukrime              | Belgia          | 3:47,33 |       |
| 9.   | 13  | Soufiane El Kabbouri        | Włochy          | 3:51,98 |       |
| 10.  | 5   | Florian Orth                | Niemcy          | 3:54,35 |       |
| 11.  | 12  | Stanisław Masłow            | Ukraina         | 3:54,59 |       |
| 12.  | 2   | Charlie Grice               | Wielka Brytania | 4:04,81 |       |
|      | 8   | Ciarán Ó Lionáird           | Irlandia        | DNF     |       |
|      | 9   | Jakub Holuša                | Czechy          | DNS     |       |